# Chalcosoma atlas
Chalcosoma atlas – gatunek chrząszcza z rodziny poświętnikowatych i podrodziny rohatyńcowatych.

## Występowanie
Azja Południowo-Wschodnia. Gatunek występuje w Brunei, Filipinach, Indiach, Kambodży, Malezji, Mjanmie i w Tajlandii.